# Kir2.6
Kir2.6 également connu sous le nom de canal potassique rectifiant entrant 18 est une protéine qui, chez l'homme, est codée par le gène KCNJ18 situé sur le chromosome 17 humain. Kir2.6 est un canal potassique rectifiant entrant.

## Rôle
Les canaux potassiques rectifiant entrant, comme Kir2.6, servent à maintenir le potentiel de repos membranaire dans les cellules excitables en aidant à la  repolarisation des cellules après une dépolarisation. Kir2.6 s'exprime principalement dans les muscles squelettiques et sa transcription régulée par les hormones thyroïdiennes.

## Signifiance clinique
Des mutations de ce gène ont été associées à la paralysie périodique thyrotoxique.